# Nässelfjäril
Nässelfjäril (Aglais urticae) är en färgstark dagfjäril som förekommer över stora delar av Palearktis. 

## Utseende
Den adulta fjärilen av nominatformen har glest tandade vingar, som på ovansidan är intensivt rödbruna. Framvingarna har på ovansidan längs framkanten en rad omväxlande svarta och ljusa fläckar. Den yttersta ljusa fläcken är typiskt vit medan övriga är vitgula. Varje framvinge har också en större svart fläck vid bakre kanten (fält S1b) och två mindre fläckar nära mitten (i fält S2 och S3). Omedelbart utanför den svarta fläcken i S1b finns en mer indistinkt ljus fläck. Bakvingarna är i den inre hälften svarta. Både fram- och bakvingarna har längs ytterkanten ett svart band som innesluter halvmånformiga blå fläckar. Vingarnas undersida har, som hos många övervintrande arter, en lövliknande kamouflageteckning, för att fjärilen lättare skall undgå att bli upptäckt när den vilar med slutna vingar. Vingbredden är 40–52 mm.

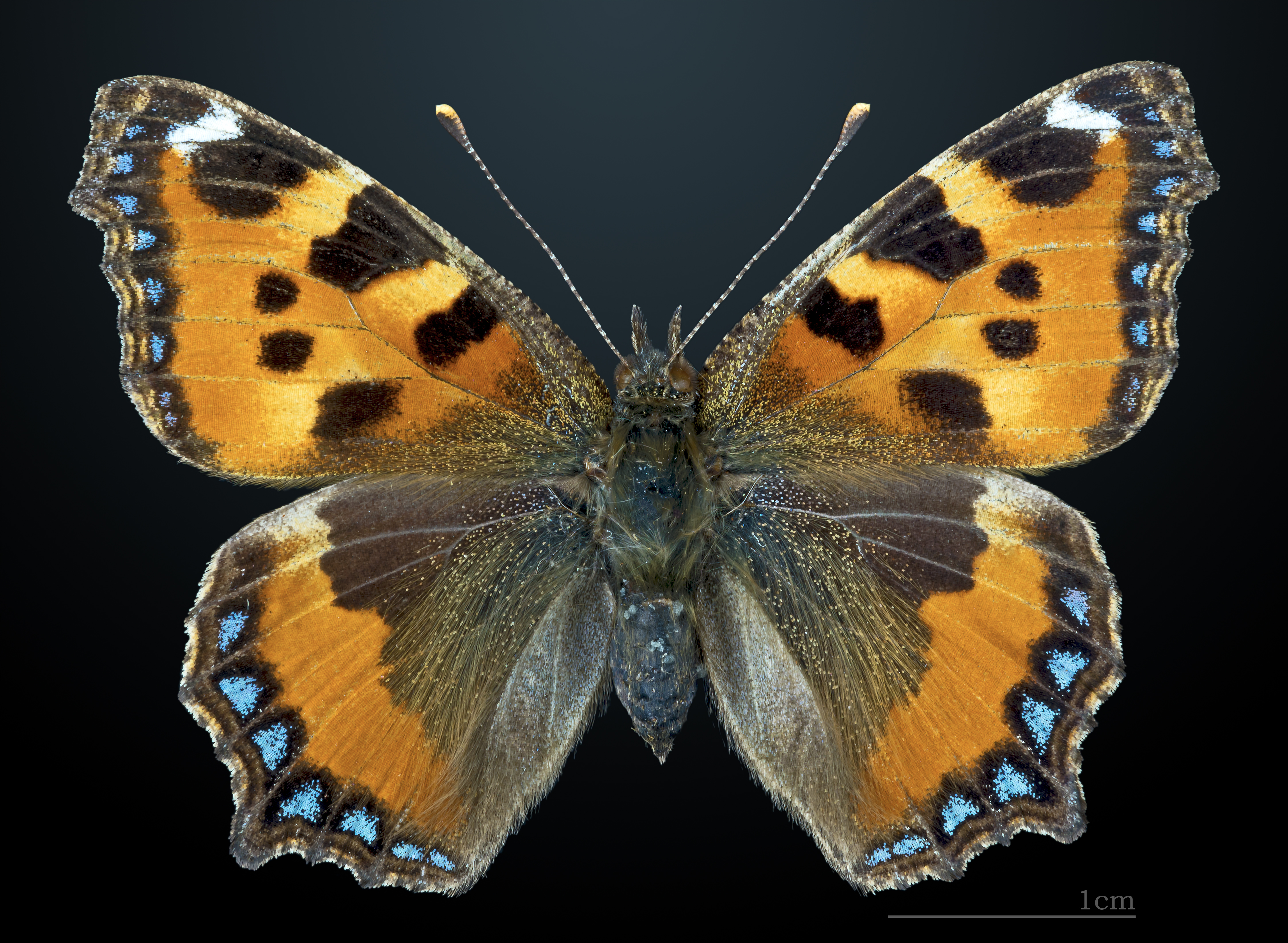
Ovansidan.
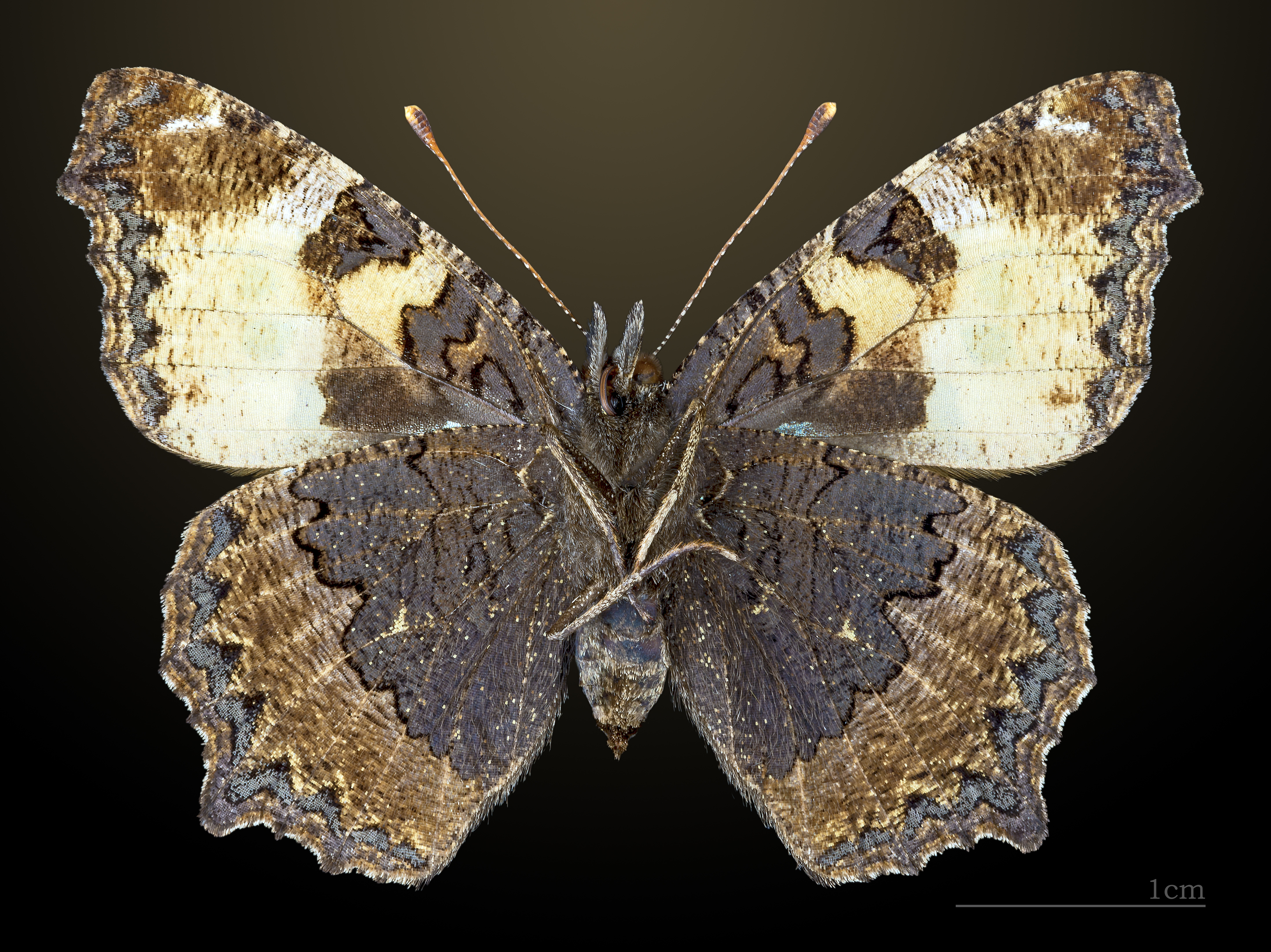
Undersidan.

Larven har på ryggen sju rader greniga taggar och är svart, ibland enfärgad, men oftast med bredare eller smalare längsgående gula band och strimmor. 
Pupporna har taggar och knölar och växlar i färg från mörkt gråbrunt, med eller utan guld- eller silverglänsande fläckar på ryggen, till mycket ljust gröngult med guldglans över hela kroppen. 
Nässelfjärilen är mest snarlik några närbesläktade Aglais-arter som finns i Himalaya som Aglais kaschmirensis, Aglais ladakensis och Aglais rizana. I Europa kan den knappast förväxlas med någon annan art, där den kanske mest liknar körsbärsfuks (Nymphalis polychloros) som dock är större och har mer gulbrun grundfärg. Arterna skiljer sig också i vingarnas form och i detaljerna i vingöversidans teckning. Körsbärsfuksen har mycket mindre framträdande ljusgula fläckar längs framvingens framkant och saknar den vita fläcken närmast vingens spets. Den saknar även nässelfjärilens stora mörka fält i den inre halvan av bakvingen.
I Europa uppvisar nässelfjärilen relativt måttlig geografisk variation i utseende, med undantag av underarten ichnusa som finns på Korsika och Sardinien. Inom hela utbredningsområdet ses dock en variation exempelvis i grundfärg, storlek och utbredningen av vingöversidornas mörka teckningar, läs vidare under underarter. 
Populationer på högre höjd tenderar att vara något större samt att ha ljusare grundfärg.

## Utbredning och systematik
Nässelfjärilen förekommer i hela Europa och vidare österut genom Asien till Japan. 

### Underarter

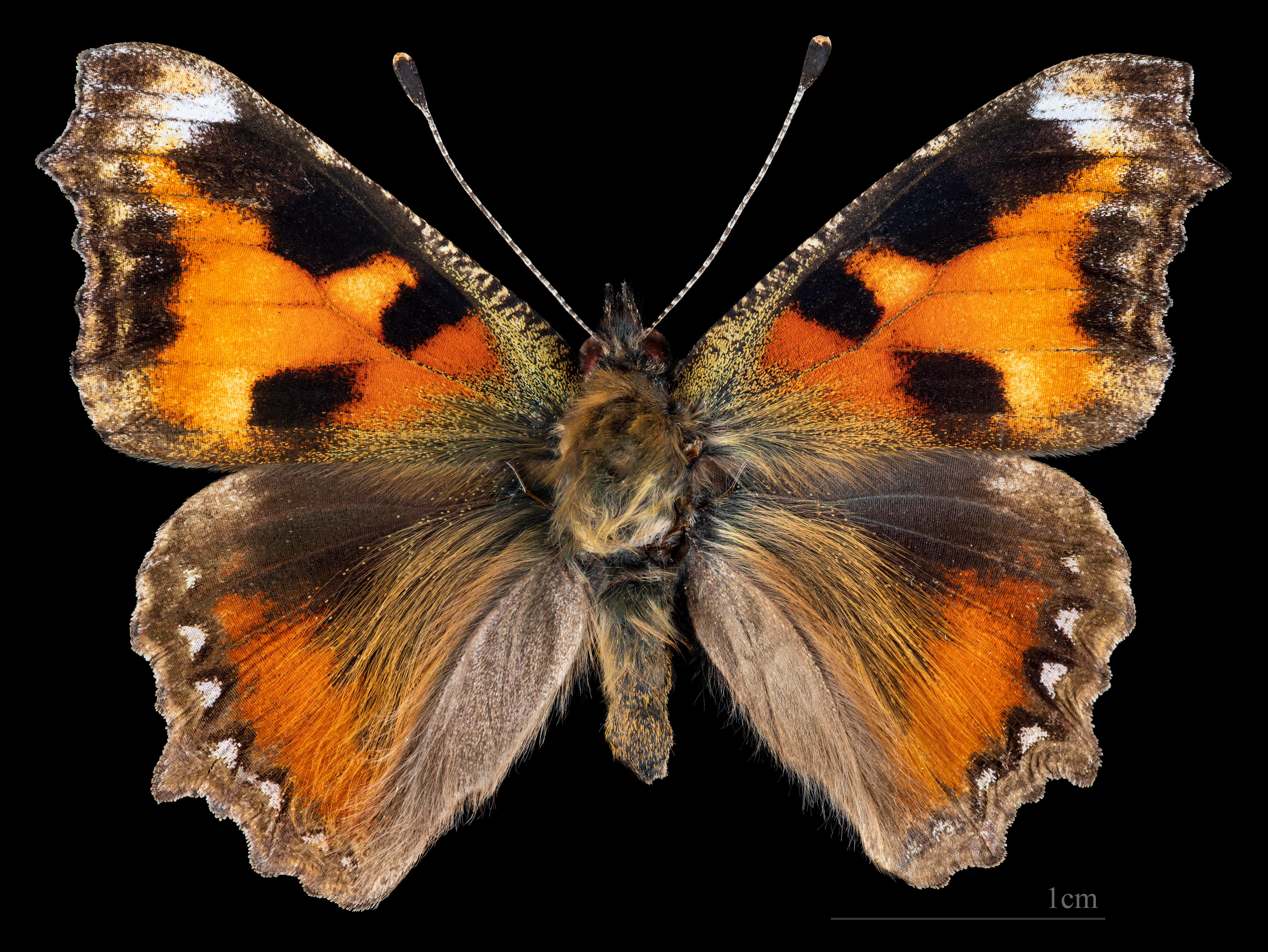
Aglais urticae, Aberration ex larv

De taxonomiska relationerna bland nässelfjärilens underarter och närstående arter inte är fullständigt utredda. Vilka geografiska ekotyper som förtjänar status som underarter är, som för många andra arter, en delvis subjektiv fråga som det inte råder enighet om i litteraturen. Situationen kompliceras ytterligare av att variationen inom denna art med all sannolikhet beror av både genetiska och icke-genetiska faktorer (se till exempel polaris). I andra fall, som chinensis och kansuensis tyder genetiska studier snarast på att det som tidigare betraktats som underarter av nässelfjäril kan utgöra separata arter. Några underarter som föreslagits i tidig litteratur, som opima Verity från de maritima alperna, ternelensis Sheldon från Aragonien i Spanien och turcicoides Staudinger från Turkmenistan, tas inte upp här; de förekommer inte i den modernare litteraturen och ses förmodligen bäst som en del av variationen inom övriga former. 
Genetiska studier av mitokondriellt DNA har visat att nässelfjärilens underarter ej bildar separata evolutionära grupper. Detta skulle kunna bero på att den ekologiska differentieringen har ägt rum snabbare än evolutionen av mitokondriellt DNA inom denna art.
- A. u. urticae (Linné, 1758) – förekommer i Skandinavien och hela övriga Europa. Saknas i Nordvästafrika och på medelhavsöarna, förutom Sicilien.[2] Dess kännetecken beskrivs under Utseende ovan.
- A. u. baicalensis (Kleinschmidt, 1929) – förekommer i Sajan- och Transbajkalbergen. Vingöversidorna har mer gulbrun grundfärg än nominatformen och mer utbredda diffusa ljusgula teckningar. Vingundersidorna är ljusare.[7]
- A. u. chinensis (Leech, 1893) – förekommer i Kina. Den är större och har ljusare grundfärg än nominatformen. sentida genetiska studier indikerar att denna fjäril kan vara en separat art.[4]
- A. u. connexa (Butler, 1882) – förekommer på ön Hokkaido i Japan. Den har utbredd mörk teckning på vingöversidan. Den centrala mörka fläcken vid framvingens framkant är karaktäristiskt utdragen till ett S-format band som når vingens nederkant.[5][4]
- A. u. esakii (Kurosawa och Fujioka, 1975) - förekommer på ön Honshu i Japan. Den liknar A. u. connexa men är mycket mörk och har bredare mörka band längs vingarnas ytterkanter.[4]
- A. u. ichnusa (Hübner, 1824) – förekommer på Korsika och Sardinien. Den avviker distinkt från nominatformen genom att vingöversidornas mörka teckningar är kraftigt reducerade: framvingens mörka fläckar i S2 och S3 saknas, och bakvingens mörka fält vid vingbasen har liten utbredning.[2] Larver av A. u. ichnusa uppfödda på fastlandet lär ge adulta djur som liknar A. u. urticae.[2]
- A. u. kansuensis (Kleinschmidt, 1940) – förekommer i nordvästra Kina. Liksom för A. u. chinensis, tyder sentida genetiska analyser att denna fjäril kan vara en egen art, snarare än en underart till nässelfjäril.[4]
- A. u. obtusa (Bang-Haas, 1927) – förekommer i nordvästra Gansuprovinsen i Kina. Den har mycket utbredda mörka teckningar på vingöversidan.[5]
- A. u. polaris (Staudinger, 1871) – förekommer tillsammans med nominatformen i norra Skandinavien, och ersätter denna helt vid Skandinaviska och ryska ishavskusten. Relativt lik nominatformen men mörkare. På vingöversidorna är det mörka bandet längs vingarnas ytterkanter bredare. De mörka fläckarna på framvingeöversidan (i fält S1b, S2 och S3) är större. Även vingundersidans teckningar är mörkare. Om puppor av nominatformen får utvecklas i låg temperatur blir de resulterande fjärilarna mycket lika polaris.[1][3] Omvänt kan larver av A. u. polaris som växt upp i varmare miljö bli adulta individer med samma utseende som nominatformen.[4] Dessa observationer antyder att epigenetiska mekanismer, snarare än genetisk differentiering, spelar en väsentlig roll för de utseendemässiga särdragen hos denna form.
- A. u. turcica (Staudinger, 1871) – förekommer i östra Turkiet, Armenien, Nordöstra Iran.[8] Är något större än nominatformen och har typiskt också en något mindre intensivt orange grundfärg än denna. På framvingeöversidan är den brunsvarta zonen vid vingens bas smal, så att den gulröda teckningen fortsätter längre in mot vingbasen. De mörka fläckarna i fält S2 och S3 är små. Den mörka zonen vid bakvingeöversidans bas är ljusare och mer indistinkt i kanten. De ljusa partierna på vingundersidorna är påtagligt ljusare än hos A. u.urticae. Mellanformer mellan underarterna A. u. turcica och A. u. urticae har beskrivits från Centraleuropa.[5]

### I Sverige
I Sverige förekommer nominatformen A. u. urticae. Den är en av de vanligaste praktfjärilarna i Sverige. Övervintrade nässelfjärilar kan i Sverige ses på vingarna redan tidigt i mars och är ett klassiskt vårtecken. Huruvida fjärilen regelmässigt uppträder med mer än en generation i Sverige är oklart.

## Ekologi
Arten har en av de längsta livcyklerna av alla eurasiska fjärilar, och den sträcker sig från tidig vår till senhösten. Adulta individer övervintrar i vinterdvala, och kommer fram de första varma vårdagarna för att bilda par och fortplanta sig. I södra utbredningsområdet kan de producera två kullar per år. Unga larver bildar kolonier. Värdväxten är nässlor. Äldre larver lever en och en.

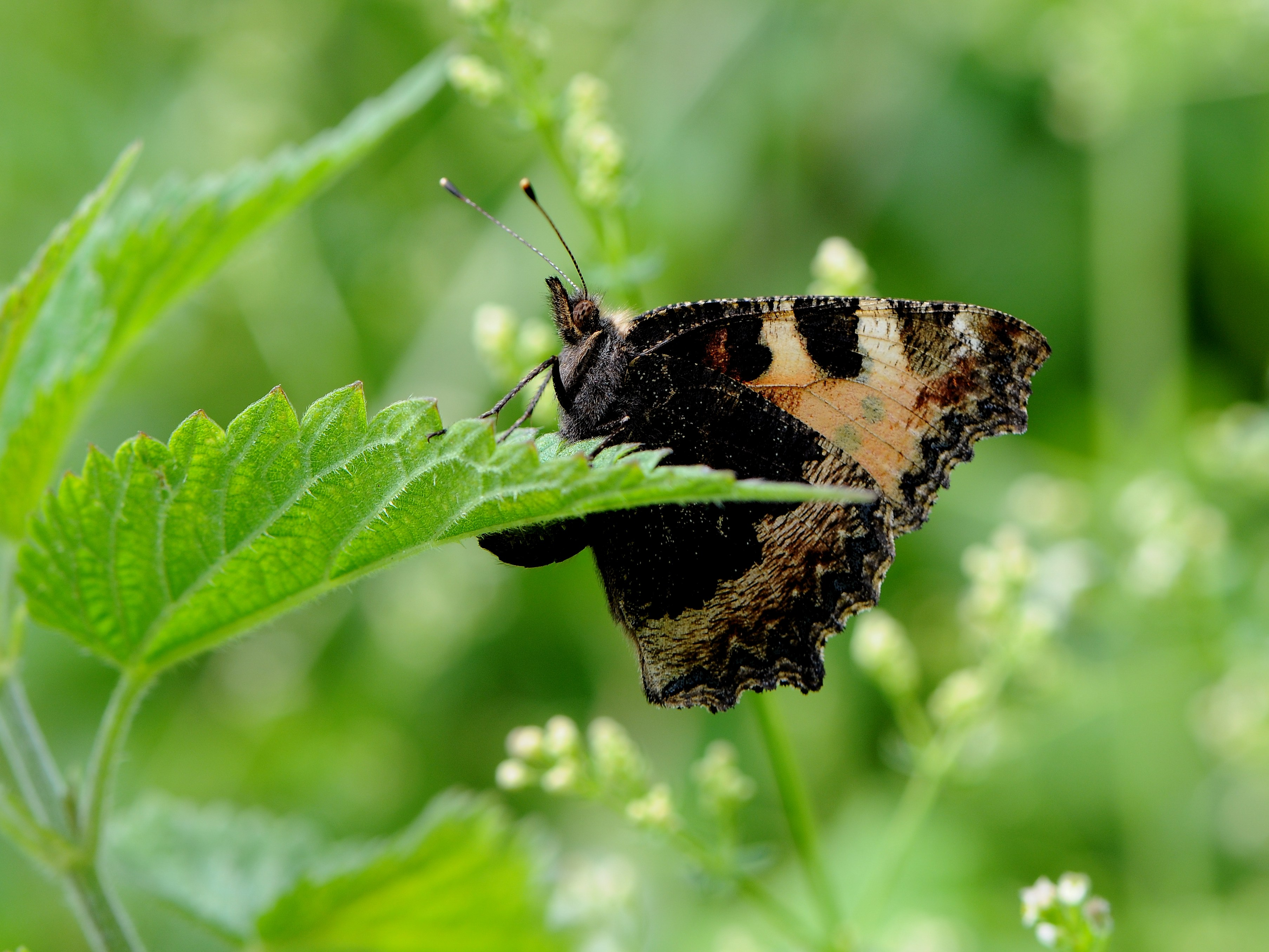
Nässelfjäril i äggläggningsposition.
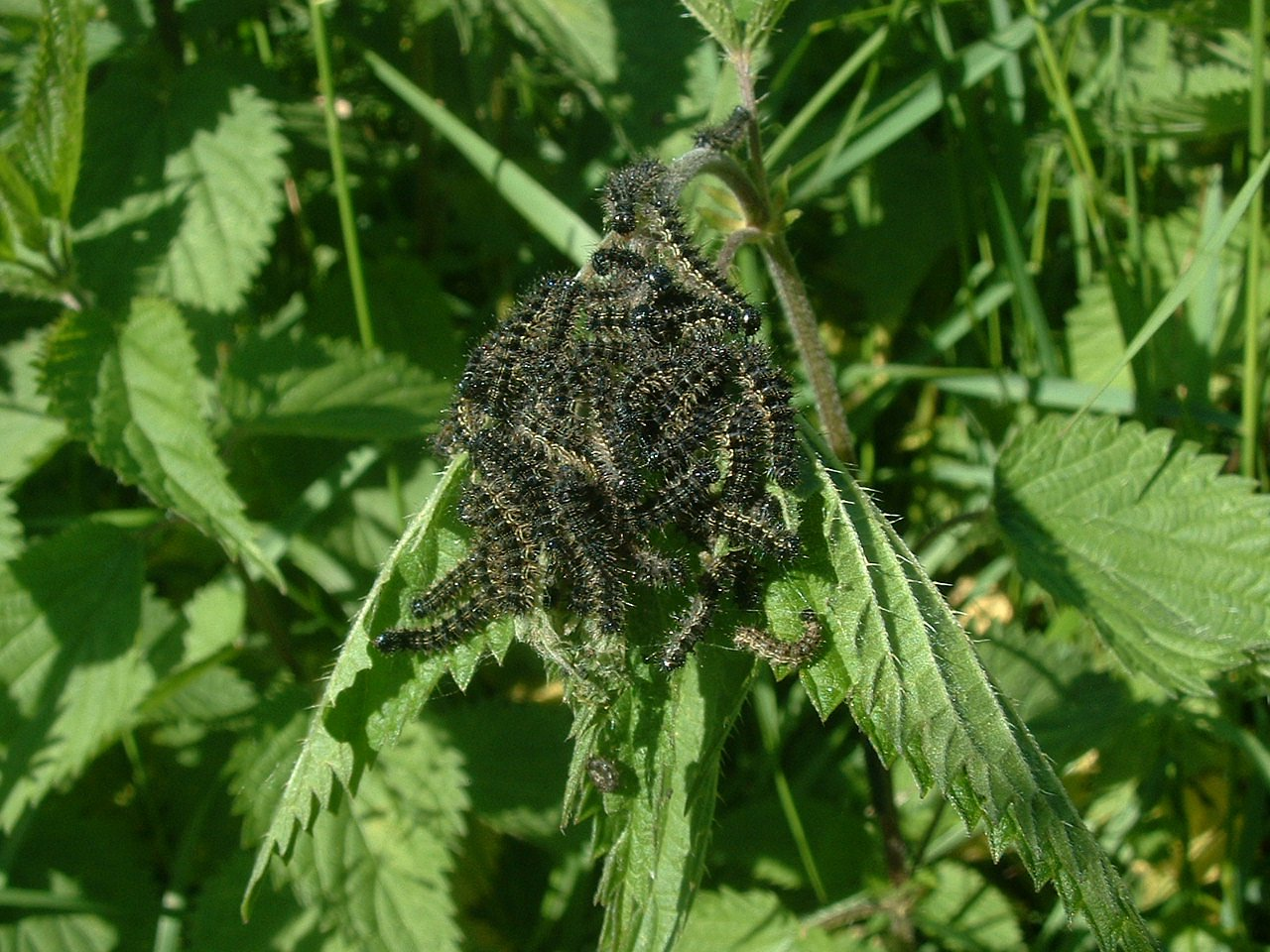
Unga larver lever i grupper.
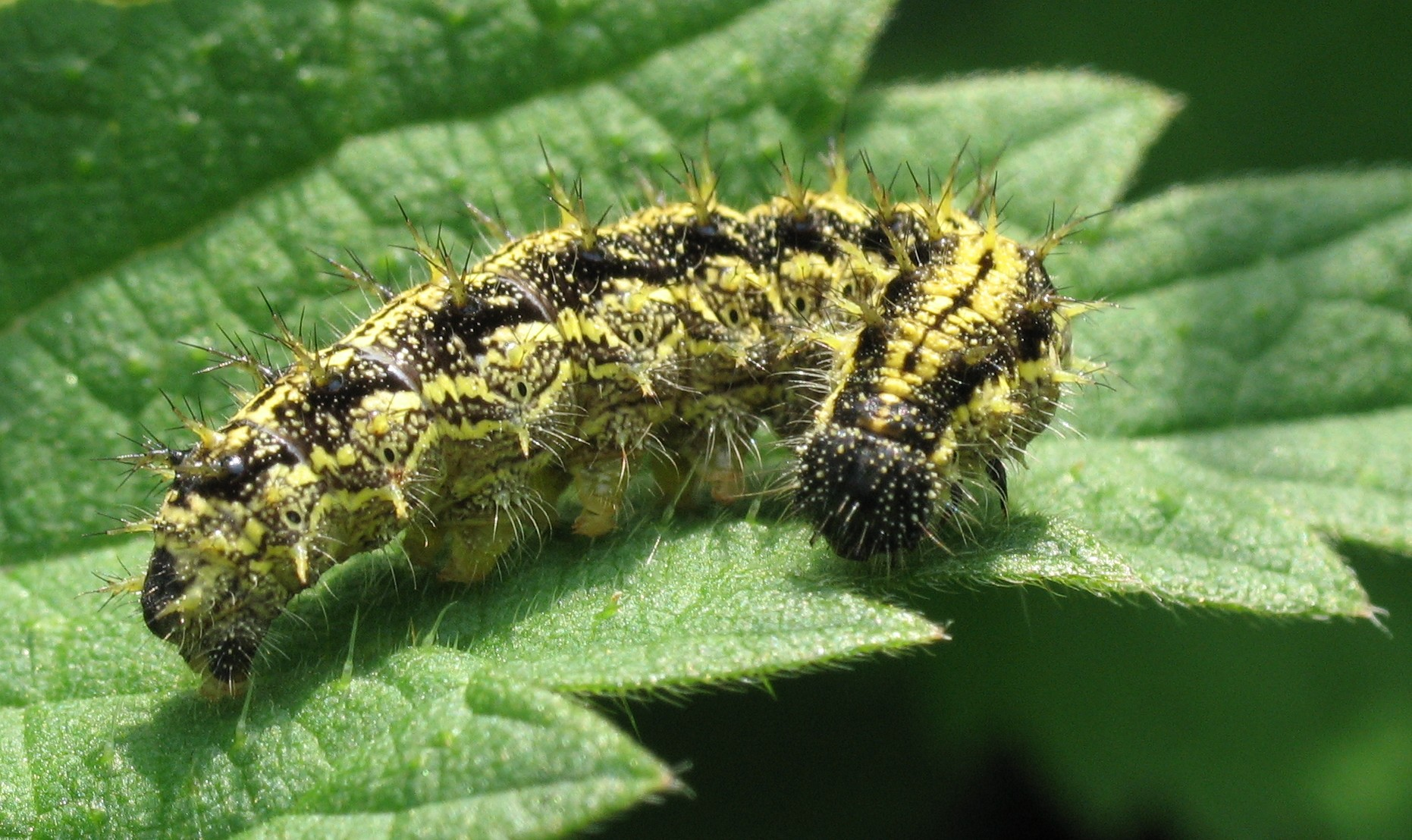
Äldre larver lever en och en.
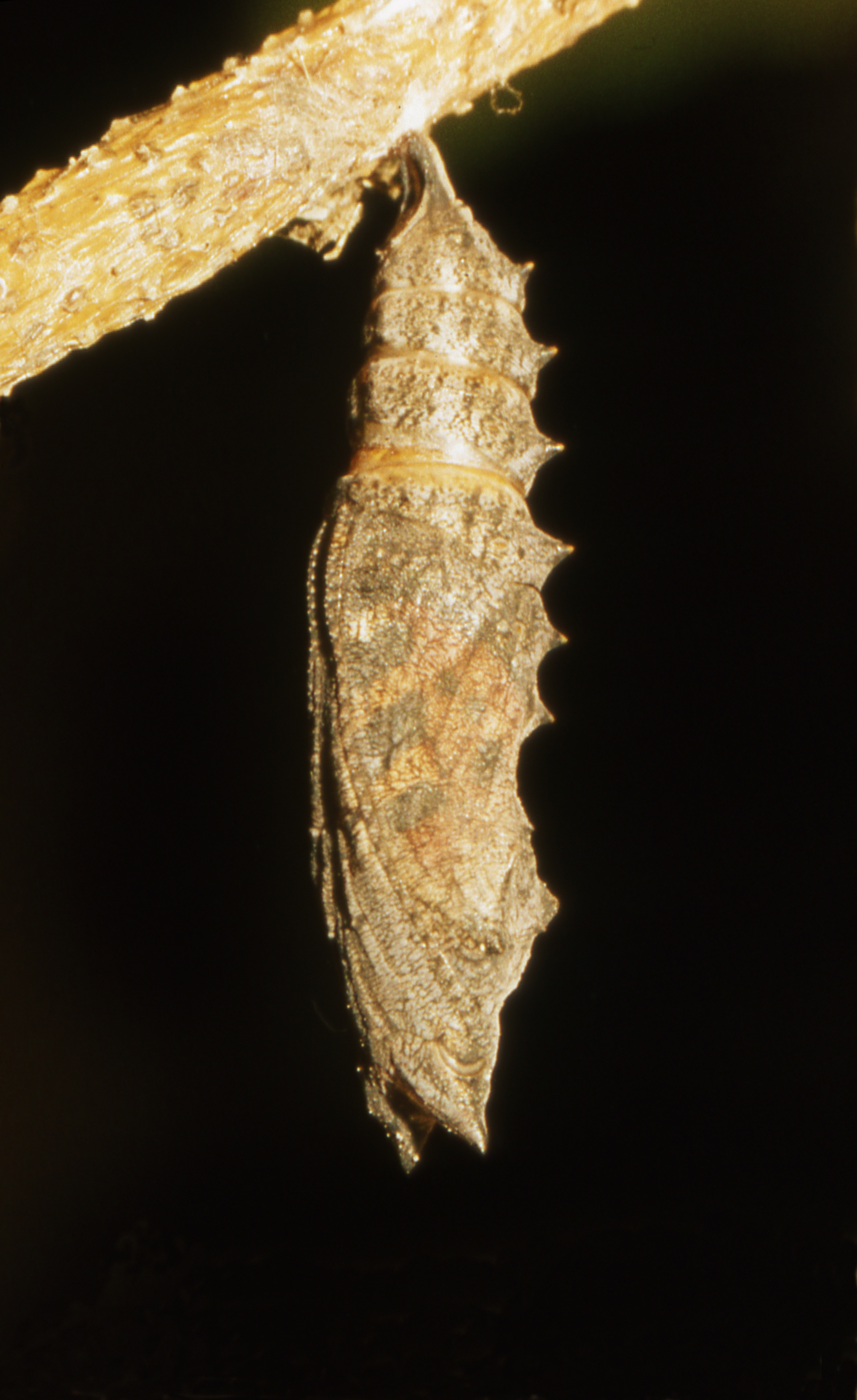
Nässelfjäril en kort tid innan den lämnar puppan.

De adulta fjärilarna är skickliga flygare som kan röra sig långa distanser. Fjärilen är inte kräsen vad gäller miljöer, så länge dessa innehåller värdväxten nässlor och nektarrika blommor, men den är vanlig i kulturmiljöer. Flygtiden sträcker sig i Sverige från mars till september men enstaka fynd har gjorts även tidigare och senare på året, under varma dagar. Nässelfjäril har mellan en och tre generationer per år i olika delar av utbredningsområdet. Arten övervintrar som adult ofta i människoskapade utrymmen som uthus och jordkällare.

## Nässelfjärilen och människan
Nässelfjärilen är ofarlig för människan. Precis som med andra fjärilar ska man inte röra dessa då vingarna kan förstöras av vår berörning.